# Rainer F. Schmidt
Rainer Friedrich Schmidt (* 22. Februar 1955 in Schwarzenbach am Wald) ist ein deutscher Historiker. Er ist Emeritus für Geschichte der Universität Würzburg.

## Leben und Wirken
Er studierte von 1976 bis 1982 an der Julius-Maximilians-Universität Würzburg und der Clark University in Worcester (Massachusetts) Geschichte, Anglistik und Amerikanistik. Im Jahr 1990 wurde er in Würzburg zum Dr. phil. promoviert. 1997 folgte an der Philosophischen Fakultät die Habilitation über den Flug von Rudolf Heß nach Großbritannien. Gutachter im Habilitationsverfahren waren Harm-Hinrich Brandt, Peter Baumgart, Peter Herde, Wolfgang Altgeld und Paul-Ludwig Weinacht. Von 1998 bis 2021 war Schmidt Professor für Neueste Geschichte und Didaktik der Geschichte an der Universität Würzburg. Seine Forschungsschwerpunkte liegen in der Geschichte des Nationalsozialismus und des Zweiten Weltkrieges, der Außenpolitik der Habsburgermonarchie und des Deutschen Kaiserreichs, der Weimarer Republik und den deutsch-britischen Beziehungen im 19. und 20. Jahrhundert.
Schmidt rezensiert für die Frankfurter Allgemeine Zeitung regelmäßig Bücher zum Nationalsozialismus und zum Zweiten Weltkrieg. Er ist Mitglied im Arbeitskreis Deutsche England-Forschung, im Arbeitskreis Militärgeschichte, in der Prinz-Albert-Gesellschaft, in der Deutschen und Bayerischen Konferenz für Geschichtsdidaktik, in der Internationalen Gesellschaft für Geschichtsdidaktik sowie Beisitzer im Deutschen Komitee zur Geschichte des Zweiten Weltkrieges.

## Rezeption
Über seine Dissertation Die gescheiterte Allianz. Österreich-Ungarn, England und das Deutsche Reich in der Ära Andrassy (1867 bis 1878/79) urteilt Günter Wollstein, es handele sich um „einen wegweisenden Beitrag zur Kennzeichnung des politischen Konzepts und der Persönlichkeit Andrassys“, der „viel zur Problematik der Nicht-Konsolidierung der neuen Mächteordnung Europas nach 1866“ aussage. Sein Werk Rudolf Heß – „Botengang eines Toren?“ Der Flug nach Großbritannien vom 10. Mai 1941 widerlege unter Verwendung bis dahin unzugänglicher Akten, so Klaus Natorp in der Frankfurter Allgemeinen Zeitung, Legenden, „die Heß als reinen Idealisten“ darstellen oder in Heß’ Englandflug eine Zusammenarbeit zwischen Heß und Hitler vermuten. Helma Brunck sieht in Schmidts Bismarck-Biographie eine „vorzügliche Einstiegslektüre“, die es sogar schaffe, manche offen gebliebenen Fragen zu beantworten und dabei viele Aspekte „ausführlicher“ sowie gleichzeitig „im Kontext verständlicher“ darzustellen als vergleichbare Werke. In dem 208-seitigen Werk Der Zweite Weltkrieg. Die Zerstörung Europas sieht Rüdiger von Dehn einen „gelungenen Überblicksband, der kompetent in die Entwicklungen und Zusammenhänge des Zweiten Weltkrieges einführt“. Wieder wird die Eignung für Studierende im Grundstudium herausgehoben.
Sein 880-seitiges Werk Kaiserdämmerung. Berlin, London, Paris, St. Petersburg und der Weg in den Untergang (Klett-Cotta, 2021) betont „die hellen Seiten der Wilhelminischen Ära“ und widerspricht der These von der Hauptschuld Deutschlands am Ausbruch des Ersten Weltkriegs. Dieter Langewiesche findet Teile der Thesen Schmidts forschungsfern, widersprüchlich und sogar „peinigend“. Den „Parlamentsabsolutismus“ der Weimarer Republik rechne der Autor zum Einfallstor der NS-Herrschaft. Schmidt entwerfe „ein revisionistisches Bild der europäischen Geschichte“. Hartwin Spenkuch attestiert Schmidt zwei Revisionsversuche: Zum einen bürde er die Verantwortung für den Ersten Weltkrieg der Triple Entente auf – die „Kriegstreiber saßen in St. Petersburg, Paris und London“. Zum anderen sehe er die Verantwortung für das Aufkommen des Nationalsozialismus und damit für den Zweiten Weltkrieg im Versailler Vertrag, der von „Frankreichs Rachedurst“ motiviert gewesen sei. Diese Darstellung sei monokausal und werde Beifall wohl vor allem auf der rechten Seite des politischen Spektrums finden. Zumal in der Darstellung der wilhelminischen Außenpolitik bleibe Schmidts Neuinterpretation wissenschaftlich angreifbar, ein Standardwerk sei das Buch nicht. Für wissenschaft.de stellt Jens Jäger fest: „Auch andere handwerkliche Fehler unterlaufen dem Autor, der das eine oder andere besser hätte nachrecherchieren sollen, statt aus der Literatur zu zitieren. Die Kritik mag kleinlich wirken, aber eine ‚Neuinterpretation‘ der Geschichte des Kaiserreichs zwischen 1890 und 1918 kann so nicht gelingen …“. Gerd Krumeich kritisiert an dem Werk schlechte Quellenausstattung, falsche Zahlen und „marktschreierisch“ vorgetragene einseitige Thesen zum Revanchismus der Franzosen und zur Rolle des Versailler Vertrags als „Urkatastrophe“. Gerhard Fitz sieht in Krumeichs Vorwurf, Poincaré sei bei Schmidt der „Bösewicht“ eine Verengung von Schmidts Argumentation. Eine negative Sicht auf Poincaré werde gut begründet und zur russisch-französischen Allianz werden Zitate angeführt, „die am aggressiven Willen, dieses Bündnis zur Kriegsvorbereitung zu benützen, keinen Zweifel lassen“. Auch Hans-Christof Kraus kommt zu einem völlig anderen Urteil: Er sieht unter anderem wegen seiner „auf neuestem Forschungsstand präsentierten Faktenfülle“ in dem Werk „die bedeutendste Publikation, die im Umfeld des Gründungsjubiläums des Kaiserreichs entstanden ist“. Dem Autor sei es „auf glänzende Weise gelungen“, eine „genaue Analyse der multilateralen Entscheidungsprozesse“ vorzunehmen, in der es nicht „um eine Relativierung des zweifelsfrei vorhandenen deutschen Schuldanteils am Kriegsausbruch oder gar um eine Exkulpierung der Berliner Politik“ gehe.

## Werke (Auswahl)
- Die gescheiterte Allianz. Österreich-Ungarn, England und das Deutsche Reich in der Ära Andrassy (1867 bis 1878/79) (= Europäische Hochschulschriften. Reihe 3: Geschichte und ihre Hilfswissenschaften. Bd. 517). Lang, Frankfurt am Main u. a. 1992, ISBN 3-631-44627-6.
- Graf Julius Andrássy. Vom Revolutionär zum Außenminister (= Persönlichkeit und Geschichte. Bd. 148/149). Muster-Schmidt, Göttingen u. a. 1995, ISBN 3-7881-0144-X.
- mit Michael Gehler, Harm-Hinrich Brandt, Rolf Steininger (Hrsg.): Ungleiche Partner? Österreich und Deutschland in ihrer gegenseitigen Wahrnehmung. Historische Analysen und Vergleiche aus dem 19. und 20. Jahrhundert (= Historische Mitteilungen. Beiheft 15). Steiner, Stuttgart 1996, ISBN 3-515-06878-3.
- Rudolf Heß – „Botengang eines Toren?“ Der Flug nach Großbritannien vom 10. Mai 1941. Econ, Düsseldorf 1997, ISBN 3-430-18016-3.
- Die Außenpolitik des Dritten Reiches 1933–1939. Klett-Cotta, Stuttgart 2002, ISBN 3-608-94047-2.
- Otto von Bismarck (1815–1898). Realpolitik und Revolution. Eine Biographie (= Kohlhammer-Urban-Taschenbücher. Bd. 599). Kohlhammer, Stuttgart 2004, ISBN 3-17-017407-X.
- Deutschland und Europa. Außenpolitische Grundlinien zwischen Reichsgründung und Erstem Weltkrieg. Festgabe für Harm-Hinrich Brandt zum siebzigsten Geburtstag (= Historische Mitteilungen. Beiheft 58). Steiner, Stuttgart 2004, ISBN 3-515-08262-X.
- Bismarck. Realpolitik und Revolution (= Focus-Edition). Hugendubel, Kreuzlingen u. a. 2006, ISBN 3-7205-2865-0.
- Der Zweite Weltkrieg. Die Zerstörung Europas (= Deutsche Geschichte im 20. Jahrhundert. Bd. 10). be.bra Verlag, Berlin 2008, ISBN 3-89809-410-3.
- Der Untergang einer Republik. Weimar und der Aufstieg des Nationalsozialismus (1918–1933). minifanal, Bonn 2020.
- Kaiserdämmerung. Berlin, London, Paris, St. Petersburg und der Weg in den Untergang. Klett-Cotta Verlag, Stuttgart 2021, ISBN 3-608-98318-X.